# Skedsmo
Skedsmo là một đô thị ở hạt Akershus, Na Uy.
Skedsmo được lập thành đô thị ngày 1/1/1838 (xem formannskapsdistrikt). Lørenskog và Lillestrøm đã được tách khỏi Skedsmo để lập đô thị riêng ngày 1 tháng 1 năm 1908. Lillestrøm lại được nhập lại với Skedsmo ngày 1 tháng 1 năm 1962.
Trung tâm của Skedsmo là Lillestrøm - là một thành phố và chiếm khoảng 1/3 dân số của Skedsmo. Các thị trấn quan trọng khác là: Skedsmokorset, Skjetten và Strømmen. Khu định cư nhỏ hơn của Lillestrøm là Kjeller.